# Ștefeni
Ștefeni – wieś w Rumunii, w okręgu Teleorman, w gminie Mereni. W 2011 roku liczyła 144 mieszkańców.